# استیو تامسون (بازیکن فوتبال، زاده ۱۹۶۳)
استیو تامسون (انگلیسی: Steve Thompson؛ زادهٔ ۱۲ ژانویهٔ ۱۹۶۳) بازیکن فوتبال اهل بریتانیا است.
از باشگاه‌هایی که در آن بازی کرده‌است می‌توان به باشگاه فوتبال سالتش یونایتد، باشگاه فوتبال بریستول سیتی، باشگاه فوتبال تورکی یونایتد، باشگاه فوتبال وایکام واندررز، باشگاه فوتبال یئوویل تاون، باشگاه فوتبال ووکینگ، و باشگاه فوتبال سلو تاون اشاره کرد.